# (35203) 1994 PF15
1994 PF15 (asteroide 35203) é um asteroide da cintura principal. Possui uma excentricidade de 0.07812370 e uma inclinação de 9.52530º.
Este asteroide foi descoberto no dia 10 de agosto de 1994 por Eric Walter Elst em La Silla.